# 司徒煦
司徒煦（1805年—1840年），字開曙，號春埜，又號心竹，廣東省肇慶府開平縣赤坎滘堤人，清朝政治人物，進士出身。

## 生平
天資優異，原為開平縣籍監生，寄籍京師順天府。道光八年（1828年）中式戊子科順天鄉試舉人。道光十三年（1833年）癸巳科第二甲第一名進士（傳臚）。選翰林院庶吉士。受大學士曹振鏞器重。道光十六年（1836年）散館授以知縣即用。補授四川龍安府石泉縣知縣。道光十七年（1837年）充任丁酉科四川鄉試同考官。十月，署理潼川府射洪縣知縣。道光十八年（1838年）四月，代理三台縣知縣。閏四月，兼攝潼川府太和鎮通判。六月去任。為人坦直溫雅，多與文士交往，居官重視操守，勤於聽審斷案，以導正風俗、培植人才為優先。

## 家庭及關連
- 祖父：司徒文麟。
- 父：司徒修，嘉慶五年（1800年）舉人，官陝西平利縣知縣。
- 胞兄弟：
  - 司徒照，字子臨，又字芝臨，道光九年（1829年）進士，官至陝西布政使。
  - 司徒熊。
  - 司徒燕。

### 引文
1. ↑  《大清宣宗成皇帝實錄》卷二百三十八，道光十三年六月乙巳：「引見新科進士，得旨，一甲三名汪鳴相、曹履泰、蔣元溥業經授職外，司徒煦、李恩慶、朱憲曾、朱麗宣、宗室崇文、宋延春、郭樟、黃慶昌、焦友麟、武新亨、王芳、何元杰、鄧爾恆、廖維勳、翟惟善、汪元方、唐潮、福濟、張邦佺、葉覲儀、史佩瑲、花讌春、黃鍾音、黃贊湯、孔繼勳、王清選、邱景湘、蔡宗茂、車克慎、姚憲曾、周有簠、王兆松、鄭輝堂、胡正仁、蕭良城、楊培、黃炳光、黎光曙、劉潯、陳文翥、韓椿、胡嵩年、曾克敬、徐耀、王樹滋、董作梅、李樾、譚廷襄、夏廷榘、博迪蘇、喬邦憲、劉德熙、黃廷璠、溫予巽、何家駒、劉用賓、孔昭慈、杜浣、許本墉，俱著改為翰林院庶吉士。……」
2. ↑  中央研究院歷史語言研究所藏《內閣大庫檔案》224058號移會。
3. ↑  《大清宣宗成皇帝實錄》卷二百八十二，道光十六年四月辛未：「引見乙未科散館及補行散館人員。得旨，修撰劉繹、編修錢福昌業經授職。其清書二甲庶吉士陳寶禾、漢書二甲庶吉士陶慶增、羅惇衍、孫銘恩、張雲藻、喻增高、許乃釗、張芾、吳式芬、朱琦、錫祉、呂賢基、賈瑜、舒文、王清選、陳堃、陶恩培、周恩綬、葉琚、劉源浚、張廷選、何桂清、陳壇、何裕承、趙振祚、葉名琛、張鑅，俱著授為編修。清書三甲庶吉士江泰來、黃銘先、漢書三甲庶吉士邱建猷、景霖，俱著授為檢討。戚維禮、喬晉芳、余春照、陳鶴年、春熙、徐資乾、鄭敦謹、春輅、朱憲曾、徐夔典、宗室英淳、黃宗漢，俱著以部屬用。崇杞林、秦淳熙、張景星、劉用賓、孔昭慈、廖朝翼、司徒煦，俱著以知縣即用。」

### 書目
- 民國《開平縣志》卷二十五·選舉表·頁二十
- 民國《開平縣志》卷三十三·人物·頁十七
- 道光《龍安府志》卷六·職官·題名·頁五十六
- 民國《射洪縣志》卷九·職官·知縣·頁五
- 民國《三台縣志》卷十五·職官·頁二十四
- 光緒《新修潼川府志》卷十九·職官·題名·頁六十二、六十九、七十七
- 徐有壬《道光戊子科直省同年錄》頁四